# Grabfeldisch
Grabfeldisch ist ein ostfränkischer Dialekt, der hauptsächlich in der Landschaft um Bad Königshofen und Mellrichstadt in Bayern und in der Römhilder Gegend südlich von Meiningen in Thüringen gesprochen wird. In der hessischen Rhön Richtung Fulda geht das Grabfeldische fließend in das Osthessische und in den thüringischen Rhönausläufern bei Kaltensundheim in das Hennebergische über.

## Geschichte

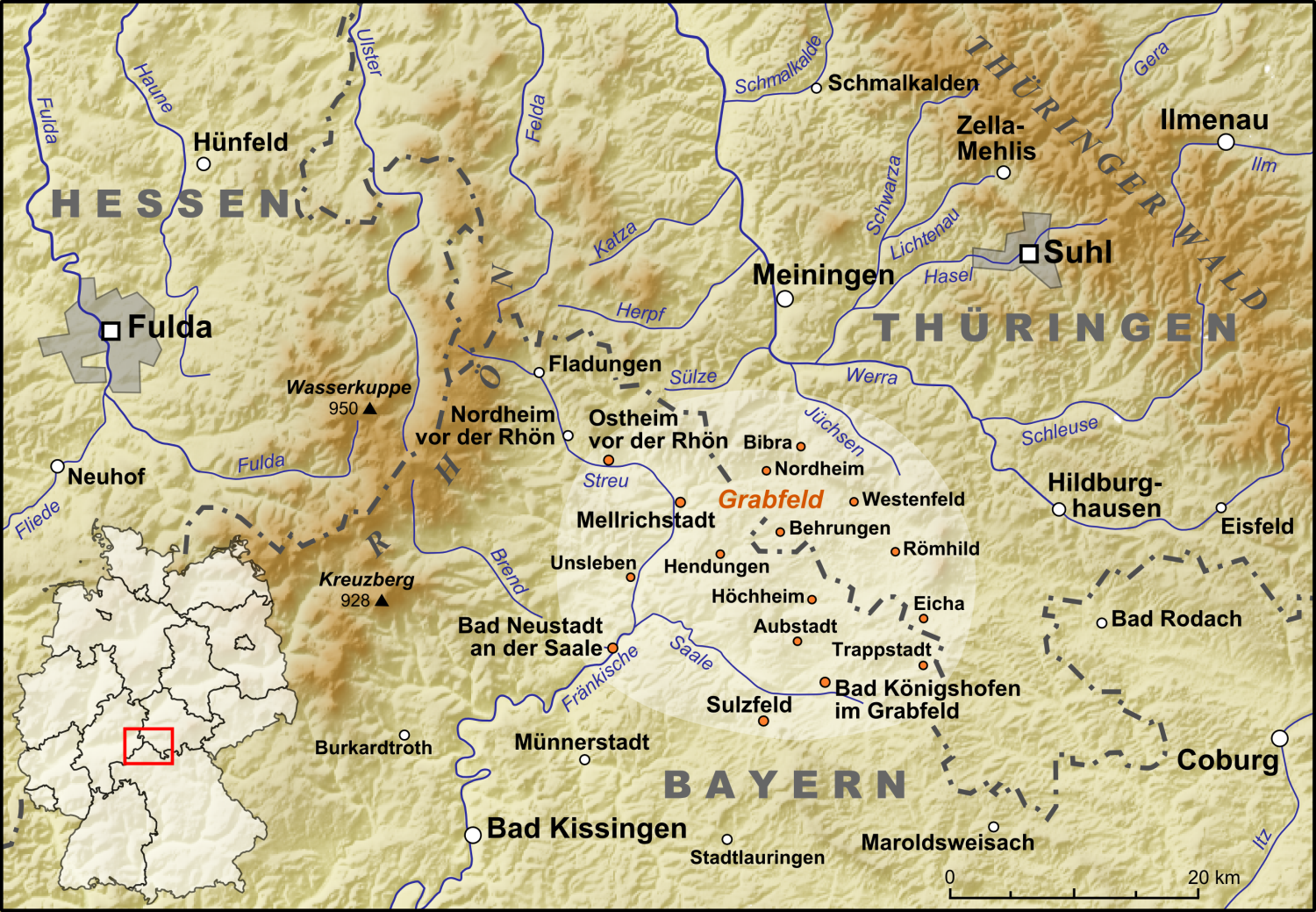
Lage des Grabfeldes im Dreieck Hessen-Thüringen-Bayern
Früher etwa das Gebiet der Karte, heute der hell markierte Bereich

Das Dialektgebiet entspricht dem Kern einer frühmittelalterlichen Gaugrafschaft, dem Grabfeldgau, das im 8. und 9. Jahrhundert (im Ablativ als in pago Grapfeld bzw. in pago Grapfelde, d. h. im Gau Grabfeld) urkundlich erwähnt und von den Popponen beherrscht wurde. Zu Beginn des Hochmittelalters herrschten hier die Herren von Wildberg, die sich nach der Burg Wildberg in den Haßbergen nannten. Als Allod der Burggrafschaft Würzburg kam ein großer Teil des Landes 1157 in den Besitz der Grafschaft Henneberg, 1190 der Linie Botenlauben, 1274 der Linie Aschach-Römhild.
Damit ging die Einheit der alten Gaugrafschaft verloren. Das Gebiet wurde unter den hochmittelalterlichen Regionalmächten aufgeteilt, die ihre Grenzen durch das Land zogen. Die hennebergischen, heute unterfränkischen Teile des Landes wurden ab 1353 nach und nach vom Hochstift Würzburg erworben. Das Gericht Römhild gelangte 1548 an die Grafen von Mansfeld, von diesen 1555 zur Pflege Coburg und damit an das Kurfürstentum Sachsen. Als ernestinisches Herzogtum Sachsen-Römhild erlangte das Römhilder Grabfeld von 1680 bis 1710 noch einmal für 30 Jahre eine gewisse Eigenständigkeit, bis es im Herzogtum Sachsen-Meiningen aufging.
Ostheim vor der Rhön kam 1572 zu Sachsen-Coburg-Eisenach, war ab 1741 ein Amt des Großherzogtums Sachsen-Weimar-Eisenach und kam als Exklave 1920 zum neugegründeten Land Thüringen. 1945 wurde Ostheim als Teil der amerikanischen Besatzungszone dem Freistaat Bayern zugeordnet und stand als thüringische Enklave unter bayerischer Verwaltung.
Von 1949 bis 1990 verlief die innerdeutsche Staatsgrenze mitten durch das Grabfeld. Heute gehört diese Landschaft teils zum Regierungsbezirk Unterfranken im Freistaat Bayern und teils zum Freistaat Thüringen. Die alte ostfränkische Mundart wurde trotz der vielen Herrschaftswechsel nur wenig überformt und stellt heute noch ein einigendes Merkmal dar.